# Vendine
Vendine település Franciaországban, Haute-Garonne megyében. Lakosainak száma 276 fő (2022. január 1.). Vendine Bannières, Villeneuve-lès-Lavaur, Francarville és Loubens-Lauragais községekkel határos.

## Népesség
A település népessége az elmúlt években az alábbi módon változott:
| Lakosok száma | 110  | 135  | 142  | 225  | 274  | 280  | 284  | 285  | 290  | 276  |
|               | 1968 | 1982 | 1990 | 2006 | 2013 | 2015 | 2017 | 2019 | 2020 | 2022 |